# 史泰拉克
史泰拉克（英語：Stelarc，1946年—，原名，1946年時名為，於1972年改為現名），生於賽普勒斯。他是一位行為藝術家，他的作品著重於人體功能的拓展，作品大部分都圍繞著「人體已過時」的概念。至2007年之前，他在英國諾丁漢特倫特大學的行為藝術數位研究組擔任首席研究員。後來他在西澳科廷大學進行研究。
2007年，史泰拉克透過手術在自己的左手臂移植了一個以細胞培養技術培養出來的耳朵。

## 外部連結
- 史泰拉克的官方網站（页面存档备份，存于）